# Giennadij Karponosow
Giennadij Michajłowicz Karponosow, ros. Геннадий Михайлович Карпоносов (ur. 21 listopada 1950 w Moskwie) – rosyjski łyżwiarz figurowy, startujący w parach tanecznych z żoną Natalją Liniczuk. Mistrz olimpijski z Lake Placid (1980) i uczestnik igrzysk olimpijskich (1976, 1980), dwukrotny mistrz świata (1978, 1979), dwukrotny mistrz Europy (1979, 1980) oraz trzykrotny mistrz Związku Radzieckiego (1976, 1979, 1981). Po zakończeniu kariery amatorskiej w 1981 roku wraz z żoną zostali trenerami par tanecznych.

## Osiągnięcia

### Z Natalją Liniczuk
| Zawody                     | 72–73          | 73–74          | 74–75          | 75–76          | 76–77          | 77–78          | 78–79          | 79–80          | 80–81          |                |                |                |                |                |                |                |                |
| Międzynarodowe             | Międzynarodowe | Międzynarodowe | Międzynarodowe | Międzynarodowe | Międzynarodowe | Międzynarodowe | Międzynarodowe | Międzynarodowe | Międzynarodowe | Międzynarodowe | Międzynarodowe | Międzynarodowe | Międzynarodowe | Międzynarodowe | Międzynarodowe | Międzynarodowe | Międzynarodowe |
| -------------------------- | -------------- | -------------- | -------------- | -------------- | -------------- | -------------- | -------------- | -------------- | -------------- | -------------- | -------------- | -------------- | -------------- | -------------- | -------------- | -------------- | -------------- |
| Igrzyska olimpijskie       |                |                |                | 4              |                |                |                | 1              |                |                |                |                |                |                |                |                |                |
| Mistrzostwa świata         |                | 3              | 4              | 5              | 3              | 1              | 1              | 2              |                |                |                |                |                |                |                |                |                |
| Mistrzostwa Europy         |                | 3              | 3              | 3              | 3              | 2              | 1              | 1              | 3              |                |                |                |                |                |                |                |                |
| Skate Canada International |                |                |                | 1              | 1              |                |                |                |                |                |                |                |                |                |                |                |                |
| Prize of Moscow News       | 3              | 1              |                | 2              | 2              | 2              |                | 1              | 1              |                |                |                |                |                |                |                |                |
| Krajowe                    |                |                |                |                |                |                |                |                |                |                |                |                |                |                |                |                |                |
| Mistrzostwa ZSRR           |                |                | 2              | 1              | 2              |                | 1              |                | 1              |                |                |                |                |                |                |                |                |

## Kariera trenerska
W 1981 Liniczuk i Karponosow wycofali się ze startów w zawodach, po czym oboje rozpoczęli zawodowo trenować łyżwiarskie pary taneczne. Wśród ich wychowanków znajdują się m.in.: 
- Oksana Griszczuk / Jewgienij Płatow
- Anżelika Kryłowa / Oleg Owsiannikow
- Anżelika Kryłowa / Władimir Fiodorow
- Tatjana Nawka / Nikołaj Morozow
- Anna Siemienowicz / Roman Kostomarow
- Irina Łobaczowa / Ilja Awierbuch
- Oksana Domnina / Maksim Szabalin
- Natalia Gudina / Aleksiej Bielecki (reprezentanci Izraela)
- Galit Chait / Siergiej Sachnowski (reprezentanci Izraela)
- Ałbena Denkowa / Maksim Stawiski (reprezentanci Bułgarii)
- Tanith Belbin / Benjamin Agosto (reprezentanci Stanów Zjednoczonych)

## Życie prywatne
31 lipca 1981 Karponosow ożenił się ze swoją partnerką sportową Natalją Liniczuk. W lutym 1985 urodziła córkę Anastasiję Karponosową. Para mieszkała początkowo w Moskwie, aby ostatecznie po pewnym czasie wyemigrować do Delaware w Stanach Zjednoczonych.